# Lac Dream
Le lac Dream (en anglais : Dream Lake) est un lac américain dans le comté de Larimer, dans le Colorado. Il est situé à 3 020 mètres d'altitude au sein du parc national de Rocky Mountain.